# Mlječanica (wieś)
Mlječanica (cyr. Мљечаница) – wieś w Bośni i Hercegowinie, w Republice Serbskiej, w gminie Kozarska Dubica. W 2013 roku liczyła 160 mieszkańców.